# Gare de triage de Zurich-Limmattal
La gare de triage de Zurich-Limmattal (en allemand : RB Limmattal, RB pour Rangierbahnhof) du nom de la vallée de la Limmat au sud de Zurich, est la principale gare de triage de la région zurichoise. Le territoire de la gare est situé à cheval entre les cantons d'Argovie et de Zurich.

## Situation
La gare de triage du Limmattal est desservie par les lignes ferroviaires suivantes :
- Ligne du Bözberg vers Bâle et l'Allemagne ;
- Ligne de l'Heitersberg vers Olten et la Suisse romande, et vers la ligne du Gothard via celle du Sud-argovien ;
- Ligne Zurich – Schaffhouse ;
- Ligne Zurich – Saint-Gall, vers la Suisse orientale ;
- Ligne Zurich – Coire, vers l'Autriche et les Grisons ;
- Raccordement vers Würenlos, sur la ligne Wettingen – Zurich-Oerlikon.

## Histoire
Après différents avant-projets menés après la Seconde Guerre Mondiale, les CFF se décidèrent pour le "Projet 1954" d'agrandissement des installations ferroviaires de la région zurichoise, afin de séparer les trafics marchandises et voyageurs. Le cœur de ce projet était de transférer la gare de triage de Zurich à l'extérieur du territoire de cette ville, le lieu d'implantation choisi pour la nouvelle gare de triage étant situé entre les gares de Dietikon et de Killwangen. Ce transfert permettrait de rénover les installations de l'ancienne gare de triage, en faveur du trafic marchandise local et voyageur.
Le projet de nouvelle gare ne devait pas seulement prendre en compte le tri des wagons, mais également l'amélioration de l'acheminement du trafic ferroviaire de la région ; de ce fait un nouveau concept de gestion des flux fut projeté : la double voie Zurich - Baden ayant déjà atteint ses capacités maximales, le "Projet 1954" prévoyait de passer à 4 voies entre Altstetten et Dietikon, les 2 voies supplémentaires devant servir à acheminer les trains de marchandises de la nouvelle gare de triage à la Suisse orientale resp. du Nord-Est, associées à des modifications permettant de soulager le nœud d'Oerlikon (raccordement à simple voie de Würenlos). Pour les trains en provenance de Suisse Occidentale et Centrale, le projet prévoyait la création de la nouvelle ligne du Heitersberg.
Le projet de nouvelle gare fut présenté par les CFF aux autorités cantonales argoviennes ainsi qu'à celle de la commune de Spreitenbach le 1er mars 1955. Après différentes oppositions locales et de longues tractations entre les CFF, les cantons de Zurich, d'Argovie ainsi que les autorités de Spreitenbach, la décision définitive de construire une gare de triage au sud de la ligne ferroviaire principale fut prise en 1958. À la suite de l'évolution des techniques de tri des wagons, au changement du concept d'acheminement du trafic marchandise ainsi qu'à la tendance de voir des convois toujours plus longs, le projet de 1954 fut retravaillé en 1966, prévoyant une nouvelle capacité de tri journalier d'environ 5 200 wagons.
L'ancienne gare de triage de Zurich étant saturée et afin de permettre le traitement des wagons d'ici la mise en service de la nouvelle gare de triage, les CFF décidèrent en 1966 de construire une 1re étape du futur triage, sous forme d'installations provisoires comprenant 2 voies de réception, 10 de formation et une bosse de débranchement, qui furent mises en service en 1969.
La construction de la nouvelle gare de triage débuta en 1969 par les travaux de terrassement et de génie civil. La présence d'une importante nappe phréatique obligea les ingénieurs à trouver une solution permettant d'éviter toute contamination de celle-ci en cas d'accident avec des liquides polluants ; ainsi un voile de sable graveleux fut créé environ 1,5 m en-dessous du ballast.
En 1978 débuta l'exploitation partielle de la nouvelle gare de triage. Après le démantèlement des installations provisoires de 1969 et les adaptations des aménagements qui ont suivi, la mise en service totale de la gare se passa en 1980.
En 2021, les CFF confie à Siemens Mobility, la modernisation de la gare de triage avec un renouvellement partiel de la technologie de manœuvre ainsi que le remplacement des freins de voie et des systèmes de convoyeurs. La rénovation partielle devrait être achevée d'ici l'automne 2026.